# 13e étape du Tour de France 2025
Pour un article plus général, voir Tour de France 2025.
La 13e étape du Tour de France 2025 se déroule le vendredi 18 juillet 2025 entre Loudenvielle et Peyragudes, sur une distance de 10,9 kilomètres, sous la forme d'un contre-la-montre en côte.

## Parcours de l'étape
L'étape du jour est un contre-la-montre individuel de 10,9 km, intégralement tracé en montée entre Loudenvielle et l'altiport de Peyragudes. Ce dernier chrono de l’édition 2025 débute par un faux plat montant d’environ 2 km sur la rive droite du lac de Génos-Loudenvielle, avant que les coureurs ne s’engagent sur les premières rampes du col de Peyresourde. À deux kilomètres de l’arrivée, le tracé quitte l’axe principal pour emprunter les pentes les plus abruptes menant à l’altiport. L’effort est continu sur 8 km à 7,9 % de pente moyenne, avec des passages particulièrement raides et sinueux dans le final 13 % de pente moyenne sur les 900 derniers mètres dont un passage à 16 %). L’arrivée est jugée au sommet, au bout d’une ligne droite finale de 400 mètres sur une chaussée large de 6 mètres. Deux temps intermédiaires sont pris sur le parcours : le premier au début de la montée du col, à Escadaoux (au km 4,0), le second à Loudervielle (au km 7,6). Étape atypique et spectaculaire, ce chrono de montagne constitue une opportunité décisive pour creuser des écarts au classement général.

## Déroulement de la course
Le premier temps de référence est réalisé par l'Australien Luke Plapp (Jayco AlUla), qui va conserver sa place pendant quasiment toute l'après-midi, jusqu'au passage des coureurs du top 10 du classement général. L'Américain Matteo Jorgenson (Visma-Lease a Bike) établit une nouvelle marque de référence au premier point intermédiaire, égalée par Primož Roglič (Red Bull-Bora-Hansgrohe). Mais tandis que Jorgenson et Plapp font jeu égal dans l'ascension, Roglič parvient à leur prendre plus de trente secondes en quelques kilomètres. 
Dans la première partie roulante, les choix techniques sur vélo de contre-la-montre semblent payer pour Remco Evenepoel (Soudal Quick-Step) et Jonas Vingegaard (Visma-Lease a Bike) qui se portent en tête avec les deux meilleurs temps intermédiaires. Mais le maillot jaune Tadej Pogačar (UAE Emirates XRG), sur un vélo plus classique, poursuit sur son rythme de la veille et compte cinq secondes d'avance sur son dauphin au classement général au km 4. Si Evenepoel s'écrase dans la montée, Vingegaard se montre en jambes et passe au second point intermédiaire avec à son tour 30 secondes d'avance sur Roglič. Mais le maillot jaune survole toujours la course, y passant avec un avantage de 23 secondes.
Tadej Pogačar confirme jusqu'à la ligne d'arrivée en haut du mur de l'altiport, devançant largement ses concurrents, en premier lieu Jonas Vingegaard et le revenant Primož Roglič. La défaillance de Remco Evenepoel profite au surprenant Florian Lipowitz (Red Bull-Bora-Hansgrohe) qui revient sur le Belge dans la course au maillot blanc.
L'étape a aussi été marquée par l'annonce tardive d'une augmentation des délais d'arrivée, augmentés de 33 à 40 % du temps du vainqueur. Cette décision favorise évidemment les sprinteurs sur un parcours difficile sur lequel planait la menace d'une écrasante performance de Pogačar, faisant grogner certains coureurs dont Van Aert et Benoot, d'autant plus que les résultats de la course auraient donné lieu à une élimination de six coureurs, dont les têtes d'affiche du sprint Biniam Girmay (Intermarché-Wanty), Arnaud Démare (Arkéa-B&B Hotels) et Tim Merlier (Soudal Quick-Step).

## Résultats
Cette section présente les résultats et prix obtenus au cours de l'étape.

### Classement de l'étape
| Classement de la 13e étape | Classement de la 13e étape | Classement de la 13e étape | Classement de la 13e étape | Classement de la 13e étape |
|                            | Coureur                    | Pays                       | Équipe                     | Temps                      |
| -------------------------- | -------------------------- | -------------------------- | -------------------------- | -------------------------- |
| 1er                        | Tadej Pogačar              | Slovénie                   | UAE Emirates XRG           | en 23 min 0 s              |
| 2e                         | Jonas Vingegaard           | Danemark                   | Visma-Lease a Bike         | + 36 s                     |
| 3e                         | Primož Roglič              | Slovénie                   | Red Bull-Bora-Hansgrohe    | + 1 min 20 s               |
| 4e                         | Florian Lipowitz           | Allemagne                  | Red Bull-Bora-Hansgrohe    | + 1 min 56 s               |
| 5e                         | Luke Plapp                 | Australie                  | Jayco AlUla                | + 1 min 58 s               |
| 6e                         | Matteo Jorgenson           | États-Unis                 | Visma-Lease a Bike         | + 2 min 3 s                |
| 7e                         | Oscar Onley                | Royaume-Uni                | Picnic-PostNL              | + 2 min 6 s                |
| 8e                         | Adam Yates                 | Royaume-Uni                | UAE Emirates XRG           | + 2 min 15 s               |
| 9e                         | Lenny Martinez             | France                     | Bahrain Victorious         | + 2 min 21 s               |
| 10e                        | Felix Gall                 | Autriche                   | Decathlon-AG2R La Mondiale | + 2 min 22 s               |
| modifier                   |                            |                            |                            |                            |

### Classement aux points intermédiaires
| Classement intermédiaire no 1 Escadaoux (km 4,0) | Classement intermédiaire no 1 Escadaoux (km 4,0) | Classement intermédiaire no 1 Escadaoux (km 4,0) | Classement intermédiaire no 1 Escadaoux (km 4,0) | Classement intermédiaire no 1 Escadaoux (km 4,0) |
|                                                  | Coureur                                          | Pays                                             | Équipe                                           | Temps                                            |
| ------------------------------------------------ | ------------------------------------------------ | ------------------------------------------------ | ------------------------------------------------ | ------------------------------------------------ |
| 1er                                              | Tadej Pogačar                                    | Slovénie                                         | UAE Emirates XRG                                 | en 5 min 28 s                                    |
| 2e                                               | Remco Evenepoel                                  | Belgique                                         | Soudal Quick-Step                                | + 5 s                                            |
| 3e                                               | Jonas Vingegaard                                 | Danemark                                         | Visma-Lease a Bike                               | + 8 s                                            |
| 4e                                               | Matteo Jorgenson                                 | États-Unis                                       | Visma-Lease a Bike                               | + 15 s                                           |
| 5e                                               | Primož Roglič                                    | Slovénie                                         | Red Bull-Bora-Hansgrohe                          | + 15 s                                           |
| 6e                                               | Kévin Vauquelin                                  | France                                           | Arkéa-B&B Hotels                                 | + 17 s                                           |
| 7e                                               | Florian Lipowitz                                 | Allemagne                                        | Red Bull-Bora-Hansgrohe                          | + 17 s                                           |
| 8e                                               | Luke Plapp                                       | Australie                                        | Jayco AlUla                                      | + 24 s                                           |
| 9e                                               | Lennert Van Eetvelt                              | Belgique                                         | Lotto                                            | + 26 s                                           |
| 10e                                              | Bruno Armirail                                   | France                                           | Decathlon-AG2R La Mondiale                       | + 26 s                                           |
| modifier                                         |                                                  |                                                  |                                                  |                                                  |

| Classement intermédiaire no 2 Loudervielle (km 7,6) | Classement intermédiaire no 2 Loudervielle (km 7,6) | Classement intermédiaire no 2 Loudervielle (km 7,6) | Classement intermédiaire no 2 Loudervielle (km 7,6) | Classement intermédiaire no 2 Loudervielle (km 7,6) |
|                                                     | Coureur                                             | Pays                                                | Équipe                                              | Temps                                               |
| --------------------------------------------------- | --------------------------------------------------- | --------------------------------------------------- | --------------------------------------------------- | --------------------------------------------------- |
| 1er                                                 | Tadej Pogačar                                       | Slovénie                                            | UAE Emirates XRG                                    | en 14 min 23 s                                      |
| 2e                                                  | Jonas Vingegaard                                    | Danemark                                            | Visma-Lease a Bike                                  | + 23 s                                              |
| 3e                                                  | Primož Roglič                                       | Slovénie                                            | Red Bull-Bora-Hansgrohe                             | + 52 s                                              |
| 4e                                                  | Florian Lipowitz                                    | Allemagne                                           | Red Bull-Bora-Hansgrohe                             | + 1 min 1 s                                         |
| 5e                                                  | Remco Evenepoel                                     | Belgique                                            | Soudal Quick-Step                                   | + 1 min 19 s                                        |
| 6e                                                  | Matteo Jorgenson                                    | États-Unis                                          | Visma-Lease a Bike                                  | + 1 min 23 s                                        |
| 7e                                                  | Luke Plapp                                          | Australie                                           | Jayco AlUla                                         | + 1 min 24 s                                        |
| 8e                                                  | Oscar Onley                                         | Royaume-Uni                                         | Picnic-PostNL                                       | + 1 min 24 s                                        |
| 9e                                                  | Adam Yates                                          | Royaume-Uni                                         | UAE Emirates XRG                                    | + 1 min 28 s                                        |
| 10e                                                 | Kévin Vauquelin                                     | France                                              | Arkéa-B&B Hotels                                    | + 1 min 33 s                                        |
| modifier                                            |                                                     |                                                     |                                                     |                                                     |

### Points attribués
| \| Arrivée d'étape Peyragudes (km 10,9) \| Arrivée d'étape Peyragudes (km 10,9) \| Arrivée d'étape Peyragudes (km 10,9) \| Arrivée d'étape Peyragudes (km 10,9) \| Arrivée d'étape Peyragudes (km 10,9) \| \| ------------------------------------ \| ------------------------------------ \| ------------------------------------ \| ------------------------------------ \| ------------------------------------ \| \| \| Coureur \| Pays \| Équipe \| Point(s) \| \| 1er \| Tadej Pogačar \| Slovénie \| UAE Emirates XRG \| 20 \| \| 2e \| Jonas Vingegaard \| Danemark \| Visma-Lease a Bike \| 17 \| \| 3e \| Primož Roglič \| Slovénie \| Red Bull-Bora-Hansgrohe \| 15 \| \| 4e \| Florian Lipowitz \| Allemagne \| Red Bull-Bora-Hansgrohe \| 13 \| \| 5e \| Luke Plapp \| Australie \| Jayco AlUla \| 11 \| \| 6e \| Matteo Jorgenson \| États-Unis \| Visma-Lease a Bike \| 10 \| \| 7e \| Oscar Onley \| Royaume-Uni \| Picnic-PostNL \| 9 \| \| 8e \| Adam Yates \| Royaume-Uni \| UAE Emirates XRG \| 8 \| \| 9e \| Lenny Martinez \| France \| Bahrain Victorious \| 7 \| \| 10e \| Felix Gall \| Autriche \| Decathlon-AG2R La Mondiale \| 6 \| \| 11e \| Kévin Vauquelin \| France \| Arkéa-B&B Hotels \| 5 \| \| 12e \| Remco Evenepoel \| Belgique \| Soudal Quick-Step \| 4 \| \| 13e \| Carlos Rodríguez \| Espagne \| Ineos Grenadiers \| 3 \| \| 14e \| Tobias Johannessen \| Norvège \| Uno-X Mobility \| 2 \| \| 15e \| Harry Sweeny \| Australie \| EF Education-EasyPost \| 1 \| \| modifier \| \| \| \| \| |                    |             |                            |          |
| Arrivée d'étape Peyragudes (km 10,9) |                    |             |                            |          |
| | Coureur            | Pays        | Équipe                     | Point(s) |
| 1er | Tadej Pogačar      | Slovénie    | UAE Emirates XRG           | 20       |
| 2e | Jonas Vingegaard   | Danemark    | Visma-Lease a Bike         | 17       |
| 3e | Primož Roglič      | Slovénie    | Red Bull-Bora-Hansgrohe    | 15       |
| 4e | Florian Lipowitz   | Allemagne   | Red Bull-Bora-Hansgrohe    | 13       |
| 5e | Luke Plapp         | Australie   | Jayco AlUla                | 11       |
| 6e | Matteo Jorgenson   | États-Unis  | Visma-Lease a Bike         | 10       |
| 7e | Oscar Onley        | Royaume-Uni | Picnic-PostNL              | 9        |
| 8e | Adam Yates         | Royaume-Uni | UAE Emirates XRG           | 8        |
| 9e | Lenny Martinez     | France      | Bahrain Victorious         | 7        |
| 10e | Felix Gall         | Autriche    | Decathlon-AG2R La Mondiale | 6        |
| 11e | Kévin Vauquelin    | France      | Arkéa-B&B Hotels           | 5        |
| 12e | Remco Evenepoel    | Belgique    | Soudal Quick-Step          | 4        |
| 13e | Carlos Rodríguez   | Espagne     | Ineos Grenadiers           | 3        |
| 14e | Tobias Johannessen | Norvège     | Uno-X Mobility             | 2        |
| 15e | Harry Sweeny       | Australie   | EF Education-EasyPost      | 1        |
| modifier |                    |             |                            |          |

### Cols et côtes
| \| Peyragudes (km 10,9) 1re catégorie (8,0 km à 7,9 %) \| Peyragudes (km 10,9) 1re catégorie (8,0 km à 7,9 %) \| Peyragudes (km 10,9) 1re catégorie (8,0 km à 7,9 %) \| Peyragudes (km 10,9) 1re catégorie (8,0 km à 7,9 %) \| Peyragudes (km 10,9) 1re catégorie (8,0 km à 7,9 %) \| \| --------------------------------------------------- \| --------------------------------------------------- \| --------------------------------------------------- \| --------------------------------------------------- \| --------------------------------------------------- \| \| \| Coureur \| Pays \| Équipe \| Point(s) \| \| 1er \| Tadej Pogačar \| Slovénie \| UAE Emirates XRG \| 10 \| \| 2e \| Jonas Vingegaard \| Danemark \| Visma-Lease a Bike \| 8 \| \| 3e \| Primož Roglič \| Slovénie \| Red Bull-Bora-Hansgrohe \| 6 \| \| 4e \| Florian Lipowitz \| Allemagne \| Red Bull-Bora-Hansgrohe \| 4 \| \| 5e \| Luke Plapp \| Australie \| Jayco AlUla \| 2 \| \| 6e \| Matteo Jorgenson \| États-Unis \| Visma-Lease a Bike \| 1 \| \| modifier \| \| \| \| \| |                  |            |                         |          |
| Peyragudes (km 10,9) 1re catégorie (8,0 km à 7,9 %) |                  |            |                         |          |
| | Coureur          | Pays       | Équipe                  | Point(s) |
| 1er | Tadej Pogačar    | Slovénie   | UAE Emirates XRG        | 10       |
| 2e | Jonas Vingegaard | Danemark   | Visma-Lease a Bike      | 8        |
| 3e | Primož Roglič    | Slovénie   | Red Bull-Bora-Hansgrohe | 6        |
| 4e | Florian Lipowitz | Allemagne  | Red Bull-Bora-Hansgrohe | 4        |
| 5e | Luke Plapp       | Australie  | Jayco AlUla             | 2        |
| 6e | Matteo Jorgenson | États-Unis | Visma-Lease a Bike      | 1        |
| modifier |                  |            |                         |          |

## Classements à l'issue de l'étape
Cette section présente le classement général et les différents classements annexes à l'issue de l'étape.

### Classement général
| Classement général | Classement général | Classement général | Classement général         | Classement général  |
|                    | Coureur            | Pays               | Équipe                     | Temps               |
| ------------------ | ------------------ | ------------------ | -------------------------- | ------------------- |
| 1er                | Tadej Pogačar      | Slovénie           | UAE Emirates XRG           | en 45 h 45 min 51 s |
| 2e                 | Jonas Vingegaard   | Danemark           | Visma-Lease a Bike         | + 4 min 7 s         |
| 3e                 | Remco Evenepoel    | Belgique           | Soudal Quick-Step          | + 7 min 24 s        |
| 4e                 | Florian Lipowitz   | Allemagne          | Red Bull-Bora-Hansgrohe    | + 7 min 30 s        |
| 5e                 | Oscar Onley        | Royaume-Uni        | Picnic-PostNL              | + 8 min 11 s        |
| 6e                 | Kévin Vauquelin    | France             | Arkéa-B&B Hotels           | + 8 min 15 s        |
| 7e                 | Primož Roglič      | Slovénie           | Red Bull-Bora-Hansgrohe    | + 8 min 50 s        |
| 8e                 | Tobias Johannessen | Norvège            | Uno-X Mobility             | + 10 min 36 s       |
| 9e                 | Felix Gall         | Autriche           | Decathlon-AG2R La Mondiale | + 11 min 43 s       |
| 10e                | Matteo Jorgenson   | États-Unis         | Visma-Lease a Bike         | + 14 min 15 s       |
| modifier           |                    |                    |                            |                     |

| Classement par points | Classement par points | Classement par points | Classement par points | Classement par points |
| --------------------- | --------------------- | --------------------- | --------------------- | --------------------- |
|                       | Coureur               | Pays                  | Équipe                | Point(s)              |
| 1er                   | Jonathan Milan        | Italie                | Lidl-Trek             | 231 points            |
| 2e                    | Tadej Pogačar         | Slovénie              | UAE Emirates XRG      | 203 pts               |
| 3e                    | Mathieu van der Poel  | Pays-Bas              | Alpecin-Deceuninck    | 173 pts               |
| 4e                    | Biniam Girmay         | Érythrée              | Intermarché-Wanty     | 154 pts               |
| 5e                    | Tim Merlier           | Belgique              | Soudal Quick-Step     | 150 pts               |
| 6e                    | Jonas Vingegaard      | Danemark              | Visma-Lease a Bike    | 120 pts               |
| 7e                    | Anthony Turgis        | France                | TotalEnergies         | 117 pts               |
| 8e                    | Jonas Abrahamsen      | Norvège               | Uno-X Mobility        | 90 pts                |
| 9e                    | Quinn Simmons         | États-Unis            | Lidl-Trek             | 82 pts                |
| 10e                   | Oscar Onley           | Royaume-Uni           | Picnic-PostNL         | 78 pts                |
| modifier              |                       |                       |                       |                       |

| Classement du meilleur grimpeur | Classement du meilleur grimpeur | Classement du meilleur grimpeur | Classement du meilleur grimpeur | Classement du meilleur grimpeur |
| ------------------------------- | ------------------------------- | ------------------------------- | ------------------------------- | ------------------------------- |
|                                 | Coureur                         | Pays                            | Équipe                          | Point(s)                        |
| 1er                             | Tadej Pogačar                   | Slovénie                        | UAE Emirates XRG                | 37 points                       |
| 2e                              | Lenny Martinez                  | France                          | Bahrain Victorious              | 27 pts                          |
| 3e                              | Jonas Vingegaard                | Danemark                        | Visma-Lease a Bike              | 27 pts                          |
| 4e                              | Michael Woods                   | Canada                          | Israel-Premier Tech             | 22 pts                          |
| 5e                              | Ben Healy                       | Irlande                         | EF Education-EasyPost           | 16 pts                          |
| 6e                              | Florian Lipowitz                | Allemagne                       | Red Bull-Bora-Hansgrohe         | 16 pts                          |
| 7e                              | Bruno Armirail                  | France                          | Decathlon-AG2R La Mondiale      | 15 pts                          |
| 8e                              | Mattias Skjelmose               | Danemark                        | Lidl-Trek                       | 11 pts                          |
| 9e                              | Michael Storer                  | Australie                       | Tudor                           | 10 pts                          |
| 10e                             | Tobias Johannessen              | Norvège                         | Uno-X Mobility                  | 10 pts                          |
| modifier                        |                                 |                                 |                                 |                                 |

| Classement général du meilleur jeune | Classement général du meilleur jeune | Classement général du meilleur jeune | Classement général du meilleur jeune | Classement général du meilleur jeune |
|                                      | Coureur                              | Pays                                 | Équipe                               | Temps                                |
| ------------------------------------ | ------------------------------------ | ------------------------------------ | ------------------------------------ | ------------------------------------ |
| 1er                                  | Remco Evenepoel                      | Belgique                             | Soudal Quick-Step                    | en 45 h 53 min 15 s                  |
| 2e                                   | Florian Lipowitz                     | Allemagne                            | Red Bull-Bora-Hansgrohe              | + 6 s                                |
| 3e                                   | Oscar Onley                          | Royaume-Uni                          | Picnic-PostNL                        | + 47 s                               |
| 4e                                   | Kévin Vauquelin                      | France                               | Arkéa-B&B Hotels                     | + 51 s                               |
| 5e                                   | Ben Healy                            | Irlande                              | EF Education-EasyPost                | + 9 min 33 s                         |
| 6e                                   | Carlos Rodríguez                     | Espagne                              | Ineos Grenadiers                     | + 13 min 20 s                        |
| 7e                                   | Mattias Skjelmose                    | Danemark                             | Lidl-Trek                            | + 26 min 6 s                         |
| 8e                                   | Romain Grégoire                      | France                               | Groupama-FDJ                         | + 44 min 39 s                        |
| 9e                                   | Joseph Blackmore                     | Royaume-Uni                          | Israel-Premier Tech                  | + 55 min 56 s                        |
| 10e                                  | Alex Baudin                          | France                               | EF Education-EasyPost                | + 58 min 7 s                         |
| modifier                             |                                      |                                      |                                      |                                      |

| Classement par équipes | Classement par équipes     | Classement par équipes | Classement par équipes |
|                        | Équipe                     | Pays                   | Temps                  |
| ---------------------- | -------------------------- | ---------------------- | ---------------------- |
| 1re                    | Visma-Lease a Bike         | Pays-Bas               | en 137 h 47 min 8 s    |
| 2e                     | UAE Emirates XRG           | Émirats arabes unis    | + 18 min 21 s          |
| 3e                     | Arkéa-B&B Hotels           | France                 | + 29 min 58 s          |
| 4e                     | Decathlon-AG2R La Mondiale | France                 | + 36 min 56 s          |
| 5e                     | Red Bull-Bora-Hansgrohe    | Allemagne              | + 37 min 13 s          |
| 6e                     | Groupama-FDJ               | France                 | + 1 h 9 min 49 s       |
| 7e                     | Movistar                   | Espagne                | + 1 h 13 min 5 s       |
| 8e                     | Ineos Grenadiers           | Royaume-Uni            | + 1 h 20 min 35 s      |
| 9e                     | XDS Astana                 | Kazakhstan             | + 1 h 24 min 4 s       |
| 10e                    | TotalEnergies              | France                 | + 1 h 28 min 57 s      |
| modifier               |                            |                        |                        |

## Abandon(s)
Aucun coureur n'a abandonné au cours de l'étape, mais Bryan Coquard annonce à l'arrivée qu'il ne prendra pas le départ de l'étape du lendemain car sa fracture de la première phalange de l'annulaire droit l’empêche de freiner.